# Lakewood (Tennessee)
Lakewood és una població dels Estats Units a l'estat de Tennessee. Segons el cens del 2000 tenia 2.341 habitants.

## Demografia
Segons el cens del 2000, Lakewood tenia 2.341 habitants, 985 habitatges, i 648 famílies. La densitat de població era de 941,5 habitants/km².
Dels 985 habitatges en un 30,8% hi vivien nens de menys de 18 anys, en un 50,1% hi vivien parelles casades, en un 9,8% dones solteres, i en un 34,2% no eren unitats familiars. En el 29,1% dels habitatges hi vivien persones soles el 8,8% de les quals corresponia a persones de 65 anys o més que vivien soles. El nombre mitjà de persones vivint en cada habitatge era de 2,38 i el nombre mitjà de persones que vivien en cada família era de 2,94.
Per edats la població es repartia de la següent manera: un 23,6% tenia menys de 18 anys, un 7% entre 18 i 24, un 34% entre 25 i 44, un 21,8% de 45 a 60 i un 13,7% 65 anys o més.
L'edat mediana era de 36 anys. Per cada 100 dones de 18 o més anys hi havia 95,7 homes.
La renda mediana per habitatge era de 37.182 $ i la renda mediana per família de 46.964 $. Els homes tenien una renda mediana de 32.880 $ mentre que les dones 26.275 $. La renda per capita de la població era de 18.072 $. Entorn del 9,4% de les famílies i el 12,4% de la població estaven per davall del llindar de pobresa.

## Poblacions més properes
El següent diagrama mostra les poblacions més properes.